# Франко-английские конфликты в Северной Америке
Франко-английские конфликты в Северной Америке — серия вооружённых столкновений между французскими колониями (Новая Франция) и английскими колониями (13 колоний) в Северной Америке. В США эти войны называются войнами с французами и индейцами (англ. French and Indian Wars), в Канаде (Квебеке) — межколониальными. Этим столкновениям предшествовали «бобровые войны». Основной причиной войн было желание каждой страны взять под свой контроль внутренние территории Америки, а также регион вокруг Гудзонова залива; оба считались важными для господства в торговле мехом.

## Обзор
Войны в Северной Америке и связанные с ними войны в Европе:
| Годы войны  | Североамериканские войны                                                                 | Европейские войны                                      | Мирные договоры           |
| ----------- | ---------------------------------------------------------------------------------------- | ------------------------------------------------------ | ------------------------- |
| 1689 — 1697 | Война короля Вильгельма 1-я межколониальная война (в Квебеке)                            | Война Аугсбургской лиги                                | Риквикский мирный договор |
| 1702 — 1713 | Война королевы Анны 2-я межколониальная война                                            | Война за испанское наследство                          | Утрехтский мирный договор |
| 1744 — 1748 | Война короля Георга 3-я межколониальная война                                            | Война за ухо Дженкинса Война за австрийское наследство | Второй Аахенский мир      |
| 1754 — 1763 | Североамериканский театр Семилетней войны 4-я межколониальная война (или завоевательная) | Семилетняя война                                       | Парижский мирный договор  |

Называть конфликты в честь британского монарха того времени — это традиция в истории Соединенных Штатов, связанная с преобладанием англичан в большинстве ранних европейских поселений. Канадская традиция использует название более крупного европейского конфликта (например, «Война Аугсбургской лиги», а не «Война короля Вильгельма») или называет войны Межколониальными войнами.
По мере продолжения войн военное преимущество переходило в сторону британцев. Это было главным образом результатом большей численности населения и производственной мощности британских колоний по сравнению с французскими. Вдобавок британцы имели больше возможностей пополнять запасы своих колоний и проецировать военную мощь с моря. В первых трех конфликтах французы смогли в значительной степени скомпенсировать эти факторы за счет более эффективной мобилизации индейских союзников, но в конце концов потерпели поражение в четвертой и последней войне.
Подавляющая победа англичан сыграла роль в окончательной потере их тринадцати американских колоний. Без угрозы французского вторжения американские колонии не видели особой нужды в британской военной защите. Кроме того, американский народ возмущался попытками британцев ограничить колонизацию новых французских территорий к западу от Аппалачских гор, как указано в Декларации 1763 года, с целью уменьшить посягательства на индейские территории. Это давление привело к революции и войне за независимость.
Первые три франко-английских войны проходили по одному и тому же образцу: все они начались в Европе, а затем переместились в Северную Америку. Когда конфликт переходил в Северную Америку, в основном его вели колониальные ополчения. Последний конфликт сломал эту схему, начавшись в Северной Америке. Кроме того, британцы использовали больше регулярных войск наряду с колониальной милицией. Франция была вынуждена уступить свои обширные территории в современной Канаде и Луизиане. Победа Великобритании свела французскую империю Нового Света к Сен-Пьеру и Микелону (два острова у Ньюфаундленда), нескольким островам Вест-Индии и Французской Гвиане.

## Война

### Оперативные цели
Воюющие стороны стремились в целом контролировать основные транспортные и торговые пути, не только морские пути, которые связывали колонии с метрополией, или сухопутные маршруты, которые существовали между различными колониями, но также и основные торговые пути, ведущие к внутренним территориям Северной Америки. Обычно они проходили вдоль озер и рек и простирались от Атлантики до Миссисипи. Многие индейские народы жили вдоль этих путей и были вовлечены в войны между великими державами Европы. Воюющие стороны строили укрепленные позиции в крупных транспортных узлах и просили помощи у местного коренного населения для их защиты и нападения на позиции противника.

### Европейская тактика
Распространено мнение, что европейские методы ведения боя и военная тактика не были адаптированы к американским лесам и к военному искусству коренных американцев. Поэтому считается, что английские колонисты разработали новые боевые приемы под влиянием индейских методов ведения боя. Эти методы, которые включали маскировку и атаки из засад, предположительно были причиной того, что колонисты окончательно победили французскую, а затем и британскую армию во время американской Войны за независимость. В действительности, однако, франко-английские войны были наконец выиграны Британией благодаря применению традиционной европейской тактики. Крепость Луисбург сдавалась дважды после осады, проведенной в соответствии с правилами европейской войны, а битва на полях Авраама в 1759 г. была европейской битвой, которая велась на открытой местности в классических плотных построениях.

### Малая война
Хотя в конечном счете безуспешно, французы сражались в соответствии с тактической доктриной, которую современники называли малой войной фр. la Petite guerre, или как сегодня партизанской войной. Малая численность французских войск в Северной Америке делала невозможным ведение войны в соответствии со стандартной европейской тактикой. Поэтому французы в значительной степени использовали союзников из числа коренных народов. Небольшое французское население, зависимость Новой Франции от пушной торговли, выгодной как для французов, так и для коренных американцев, а также общая угроза со стороны британских колоний сделала коренные народы добровольными союзниками. Битва при Мононгахиле была крупнейшим достижением тактики малой войны. Но в конце франко-английских войн численное превосходство англичан стало подавляющим, несмотря на мобилизацию почти всего мужского населения Канады, и стандартная европейская тактика привела к победе.

## Европейские вооруженные силы

### Британия
Британские вооруженные силы состояли из регулярных полков и независимых рот британской армии; провинциальные полки, созданные несколькими колониями Британской Америки, и колониальная милиция.

#### Британская армия
Британская армия имела два типа подразделений в Северной Америке: регулярные полки, служащие в колониях в течение более или менее продолжительного периода времени, обычно отправляемые туда только после начала войны, и независимые роты, постоянно базирующиеся в колониях в качестве гарнизонов фортов и крепостей. Британская армия в основном набиралась среди бедных слоев населения и криминалитета; тем не менее, независимые роты имели более низкий статус. Их ряды часто пополнялись людьми, уволившимися с регулярной службы — в основном бывшими солдатами, но также и дезертирами. Офицеров часто выдвигали из унтер-офицеров. Независимые роты укоренились в местном обществе, часто превращая военную службу в побочное занятие гражданского населения и оставаясь в колониях после истечения срока призыва.

#### Провинциальные войска
Когда началась война, несколько колоний организовали свои собственные вооруженные силы, провинциальные войска, путем временного набора. Солдаты происходили из низших слоев общества, что отнюдь не повышало их надежность или эффективность. Колонии Массачусетс-Бэй, Нью-Йорк и Коннектикут обычно мобилизовали большие контингенты, в то время как южные колонии всегда очень неохотно вносили вклад в общее дело. Британская армия придерживалась невысокого мнения о боеспособности провинциальных войск, за исключением подразделений рейнджеров. Во время совместных операций провинциальные войска подчинялись очень строгому британскому военному уставу. Офицеры провинциальных войск имели более низкий относительный ранг, чем офицеры регулярной армии; провинциальный штаб-офицер приравнивался к британскому капитану, хотя такие офицеры были членами колониальной элиты, часто членами колониальных законодательных органов. Споры о звании и прецедентах между офицерами регулярной армии и провинциальными офицерами были обычным явлением. Младшие провинциальные офицеры часто были популярны как офицеры ополчения, и легко могли завербовать роту людей.

#### Колониальное ополчение
В каждой колонии было своё ополчение, куда в принципе входили все трудоспособные мужчины в возрасте от 16 до 60 лет. В действительности, однако, членство в ополчении ограничивалось наиболее значительными членами общества, поскольку каждый милиционер должен был обеспечить себя мушкетом, ранцем, порохом, пулями, кремнем и мечом. Каждая местная община организовала собственное ополчение. Офицеры либо назначались губернатором, либо избирались мужчинами. Главной задачей ополчения была местная оборона, редко задействуемая в полевых условиях.

### Франция
Ядро вооруженных сил Новой Франции составляла колониальная морская пехота. Лишь во время четвертой войны в Канаду были переброшены части Королевской французской армии. Колониальное ополчение имело большее значение, чем его аналог в Британской Америке.

#### Морская пехота
Французские колонии управлялись через военно-морского министра, а войска флота размещались в гарнизонах Новой Франции. Французские морские пехотинцы были организованы в независимые роты. Во время франко-английских войн в Северной Америке также размещались роты морских артиллеристов. Нижние чины морской пехоты набирались во Франции, но офицерский корпус становился все более канадским за счет вербовки сыновей офицеров. Продвижение по службе было исключительно за счет заслуг; покупка чинов была запрещена. Британские рейнджеры были попыткой повторить тактику французских колониальных морских пехотинцев. В составе Королевского военно-морского флота Франции также действовал швейцарский полк де Каррер. Его база находилась в Рошфоре, но его роты несли службу в Северной Америке и на Карибах.

#### Французская армия
В 1754 году в Новую Францию были переброшены шесть батальонов из полков Артуа, Беарн, Бургонь, Гуйен, Лангедок и Ла Рейн. В 1757 году из полков Роял Руссилон и Ла Сар прибыли два дополнительных батальона, а в следующем году еще два батальона из де Берри. Также через Атлантику была переброшена артиллерийская рота.

#### Колониальное ополчение
Канадское колониальное ополчение имела значительно более высокий моральный дух и боеспособность, чем британские провинциальные войска и ополчение британских колоний. Однако это было правдой только тогда, когда они использовались в качестве ополчения или партизан. Помимо боевой роли, канадское ополчение также выполняло важные задачи в тылу, такие как перевозки и строительство дорог.

## Индейские союзники

### Британские союзники
Лига ирокезов играла важную стратегическую роль в борьбе между Великобританией и Францией за северо-восток Америки из-за своего расположения к востоку и югу от озера Онтарио. Агрессивная военная и торговая политика Лиги дала ирокезам контроль над значительными частями страны, вынудив к подчинению многие более мелкие индейские племена. Система альянсов и договоров Цепь Завета (англ. Covenant Chain) объединила ирокезов с колонией Нью-Йорк и другими британскими колониями в соглашении, которое в целом пошло на пользу сторонам и в конечном итоге было катастрофическим для Франции.

### Французские союзники
Франция признала независимость индейских племен, одновременно провозгласив суверенитет над своей территорией, а также право защищать интересы своих индейских союзников перед лицом других европейских держав. Французские союзники приняли этот протекторат, поскольку он позволял самоуправление и традиционный образ жизни. Микмаки и абенаки приняли католицизм, поскольку он подтвердил их братство с французами в борьбе против британцев. Наряду с микмаками и абенаками главными союзниками Франции были местные индейцы (фр. indiens domiciliés), которые жили в католических миссиях в Новой Франции. Религиозные причины и необходимость укрыться от нападения англичан мотивировали их переселение на территорию Франции. По окончании войн все местные индейцы объединились в конфедерацию Семь наций Канады.

### Столкновения с индейцами
Во время столкновений между европейскими колониальными державами и американскими индейцами возникла модель ведения войны, которая характеризовала четыре крупные франко-английские войны. Между некоторыми индейскими племенами и некоторыми колониями образовалась сложная сеть отношений, причем индейские племена становились союзниками колониальных держав. Эти союзы были результатом экономических связей, которые были сформированы торговлей мехом и потребностью индейских племен в союзниках против их индейских соперников. Война включала в себя широко распространенные и нарастающие злоупотребления в отношении гражданского населения со всех сторон, в ходе которых подвергались нападениям поселения, как колониальные, так и индейские, жители убивали и похищали, а дома и посевы сжигали.